# Eugene Rabinowitch
Eugene Rabinowitch (in russo Евгений Исакович Рабинович?, Evgenij Isakovič Rabinovič; San Pietroburgo, 27 aprile 1901 – Washington, 15 maggio 1973) è stato un biofisico e attivista russo naturalizzato statunitense.
È noto dal punto di vista scientifico per il suo lavoro sulla fotosintesi e l'energia nucleare. Fu coautore del rapporto Franck e co-fondatore nel 1945 del Bulletin of the Atomic Scientists, una rivista di sicurezza globale e politiche pubbliche, che diresse fino alla sua morte.

## Primi anni di vita
Rabinowitch nacque come Evgenij Isaakovič Rabinovič a San Pietroburgo. I suoi genitori, Zinaida Moiseevna e Isaak Moiseevič Rabinovič, erano rispettivamente pianista ed avvocato. Rabinowitch frequentò il primo corso universitario di chimica creato a San Pietroburgo verso la fine della prima guerra mondiale. Inizialmente sostenitore della Rivoluzione russa, lui e la sua famiglia fuggirono a Kiev e poi a Varsavia con l'inizio del terrore rosso alla fine del 1918. Si spostò quindi in Germania, dove poté seguire un corso sulla relatività tenuto da Einstein e partecipare ad eventi accademici con scienziati del calibro di Max Planck e Max von Laue. Nel 1925 ottenne il dottorato di ricerca in chimica presso l'Università di Berlino. In seguito lavorò con James Franck a Gottinga, dove fu co-scopritore dell'effetto gabbia, a volte chiamato effetto Franck-Rabinowitch. Dopo che i nazisti salirono al potere in Germania nel 1933, la borsa di studio di Rabinowitch a Gottinga fu cancellata. Come altri fisici ebrei, fu invitato a lavorare per un anno in Danimarca da Niels Bohr, presso l'istituto di fisica da lui diretto, prima di trovare un lavoro a Londra.

## Botanica
Rabinowitch studiò le proprietà fotochimiche della clorofilla presso lo University College di Londra dal 1934 al 1938. Durante le estati, in cui lavorava al laboratorio di biologia marina, iniziò a compilare una bibliografia sulla fotosintesi. Questo lavoro si trasformò man mano nella prima grande opera compilativa per cui divenne noto, Photosynthesis and Related Processes, il cui primo volume venne pubblicato nell'aprile del 1945.
Nel 1938 Rabinowitch si trasferì negli Stati Uniti e si unì al Solar Energy Research Project presso il Massachusetts Institute of Technology. Quando arrivò a New York gli fu assistente Selig Hecht, di cui scrisse
un uomo la cui spontanea simpatia, amicizia e assistenza mi sono state così generosamente date quando sono arrivato per la prima volta in America e mi sono sentito perso nel mare umano di New York.
L'"American Association for the Advancement of Science" sponsorizzò le sue ricerche e la partecipazione a simposi come quello del 1939 a Columbus e quello del 1941 a Gibson Island. Rabinowitch ringraziò poi Selig Hecht per il contributo nelle prime fasi della scrittura della sua opera e Hans Gaffron per la rilettura del manoscritto. 
Dopo la seconda guerra mondiale, Rabinowitch fu professore di botanica all'università dell'Illinois a Urbana-Champaign. Continuò il suo lavoro sulla fotosintesi e pubblicò gli altri due volumi di Photosynthesis and Related Processes.  Il libro è chiamato la "Bibbia della fotosintesi" e Rabinowitch un "profeta della fotosintesi".
Nel 1965 con il suo studente Govindjee pubblicò su Scientific American un articolo sul ruolo della clorofilla nella fotosintesi.
In occasione del bicentenario della scoperta della fotosintesi, Rabinowitch scrisse un riassunto delle fasi storiche della scoperta, a partire dal fondamentale esperimento col rametto di menta di Joseph Priestley, che dimostrava la rigenerazione dell'ossigeno consumato da una candela in un bicchiere di vetro operata dal vegetale.
Una bibliografia delle pubblicazioni di Rabinowitch fu compilata da Govindjee presso il dipartimento di botanica dell'Università dell'Illinois. I manoscritti di Rabinowitch sono conservati nelle collezioni speciali della biblioteca dell'Università di Chicago.

## Energia nucleare
Durante la seconda guerra mondiale, Rabinowitch lavorò nel Progetto Manhattan e si unì al Laboratorio Metallurgico (o "Met Lab") dell'Università di Chicago. Il suo compito principale per il Progetto Manhattan era quello di preparare un manuale sulla chimica dell'uranio, basato sui nuovi dati ottenuti negli esperimenti.
Come membro di un comitato sui problemi politici e sociali, creato dagli scienziati del laboratorio e presieduto da James Franck, Rabinowitch e Leó Szilárd scrissero il cosiddetto Rapporto Franck, che "raccomandava che l'energia nucleare fosse portata sotto il controllo civile piuttosto che militare e sosteneva che gli Stati Uniti avrebbero dovuto mostrare la potenza della bomba atomica ai leader mondiali in un deserto o un'isola disabitati prima di usarla in combattimento".
Rabinowitch e il suo collega Hyman Goldsmith fondarono il Bulletin of the Atomic Scientists nel 1945. Rabinowitch ne fu il curatore principale fino alla sua morte nel 1973 e scrisse più di 100 articoli per la rivista, la maggior parte dei quali editoriali. Nel numero del venticinquesimo anniversario del bollettino, Rabinowitch scrisse che lo scopo della rivista "era quello di risvegliare il pubblico alla piena comprensione dell'orrenda realtà delle armi nucleari delle loro implicazioni di vasta portata per il futuro dell'umanità; di mettere in guardia dall'inevitabilità che altre nazioni acquisissero armi nucleari nel giro di pochi anni e dall'inutilità di fare affidamento sul possesso da parte dell'America del 'segreto' della bomba".
Secondo lo storico delle Pugwash Conferences on Science and World Affairs ,
Eugene Rabinowitch fu uno dei primi a sostenere l'avvio di dibattiti internazionali; la concretizzazione di molti eventi è in gran parte dovuta al suo entusiasmo e alla sua dedizione. Un esempio dei suoi instancabili sforzi fu la convocazione di un discorso informale nel settembre 1951 a Chicago, durante una conferenza sulla fisica nucleare cui parteciparono scienziati provenienti da molti paesi.
Nel 1959 ripubblicò Explaining the Atom, un libro scritto da Selig Hecht nel 1947, quando l'energia nucleare era ancora un concetto nuovo al pubblico.

## Opere selezionate
- (1945) Photosynthesis and Related Processes, vol I. Interscience Publishers, New York
- (1951) Photosynthesis and Related Processes. vol II, part 1. Interscience Publishers, New York
- (1956) Photosynthesis and Related Processes. vol II, part 2. Interscience Publishers, New York